# Phyllobrotica lengi
Phyllobrotica lengi är en skalbaggsart som beskrevs av Willis Blatchley 1910. Phyllobrotica lengi ingår i släktet Phyllobrotica och familjen bladbaggar. Inga underarter finns listade i Catalogue of Life.